# TV4 (Suécia)
A TV4 é uma rede de televisão da Suécia. Ela começou a transmitir por satélite em 1990 e, desde 1992, na rede terrestre. Em 1994, a TV4 se tornou o maior canal nacional e assim permaneceu durante vários anos. Os dois canais do Sveriges Television (SVT) perderam muitos espectadores em poucos anos. Mas depois de fazer mudanças no cronograma, em 2001, SVT1 tinha praticamente o mesmo número de espectadores da TV4. Desde 2004 a TV4 tem sido um membro efetivo da União Europeia de Radiodifusão. Desde 2004 começou a transmitir em sinal digital.

## Personalidades
- Adam Alsing
- Agneta Sjödin
- Bengt Magnusson
- David Hellenius
- Jessica Almenäs
- Linda Isacsson
- Martin Timell
- Peter Eng
- Peter Jihde
- Yvonne Agneta Ryding